# ゴットフリート・ベン

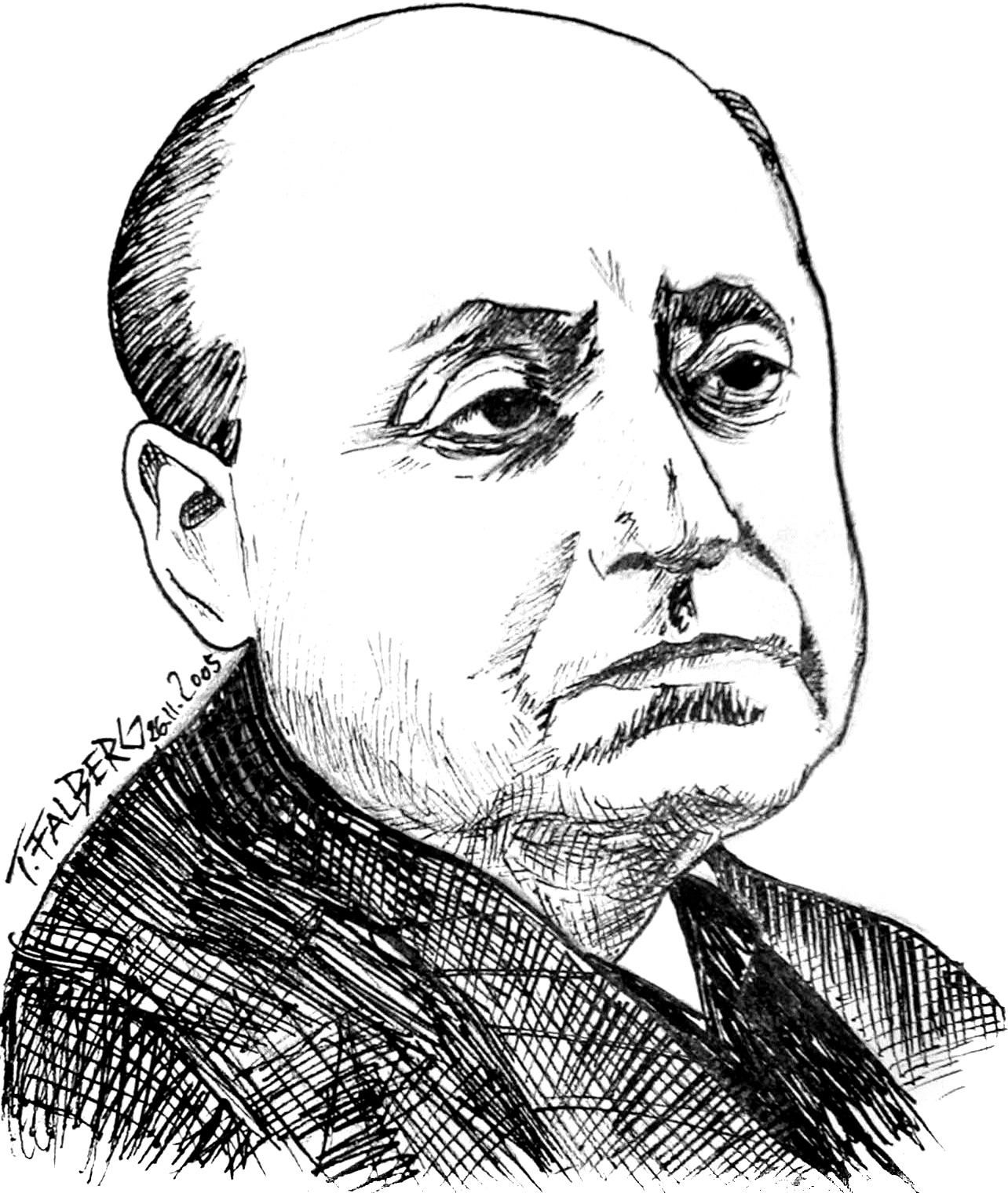
ゴットフリート・ベンのスケッチ

ゴットフリート・ベン（Gottfried Benn, 1886年5月2日 - 1956年7月7日）は、ドイツ・表現主義文学の代表的な詩人。
ブランデンブルク州ヴェストプリーグニッツ郡マンスフェルト（現プートリッツの一部）の牧師の息子として生まれる。母はフランス系スイス人。当初は父の意向に随って、神学・文献学をマールブルク大学、フリードリヒ・ヴィルヘルム大学（現ベルリン大学）で学んだが、その後志望を変更し、ベルリンのカイザー・ヴィルヘルム大学軍医養成大学で医学、生物学を学んだ。
1912年に卒業して軍医となり、同年に最初の詩集『モルグ』を発表。医学・生物的知識を活用したグロテスクな表現でセンセーションを起こした。第一次大戦中、1915年から17年まで軍医としてブリュッセルに滞在、ここで本格的に詩作を開始し、小説集『医師レンネ』（1916年）や、詩集『肉』（1917年）『瓦礫』（1924年）などを発表する。1933年から34年にかけて一時ナチスに傾倒し、これを賛美する論文を書くも、のちに誤りを悟り反ナチスの態度をとり、1938年に文学活動を禁じられた。1943年から1945年までドイツ国防軍に軍医として身を投じており、「貴族的亡命」と称したこの行動は反ファシズム陣営から批判を受けた。
戦後はベルリンで皮膚・性病科の開業医を営みしばらく沈黙していたが、1948年『静学詩篇』を刊行して復活し一躍世界的名声を獲得。現実から超越した形式・美学を追求し、若い世代にも影響を与えた。1956年、70歳の誕生日の2か月後にベルリンで死去。

## 作品
- Über die Häufigkeit des Diabetes mellitus im Heer. Dissertation (Berlin 1912)
- Morgue und andere Gedichte (1912)
- Söhne. Neue Gedichte (1913)
- Gehirne. Novellen (Leipzig 1916)
- Fleisch. Gesammelte Gedichte (1917)
- Die Gesammelten Schriften (1922)
- Schutt (1924)
- Spaltung. Neue Gedichte (1925)
- Gesammelte Gedichte (1927)
- Oratorium. Das Unaufhörliche (1931), Musik von Paul Hindemith
- Der neue Staat und die Intellektuellen (1933)
- Kunst und Macht (1934)
- Ausgewählte Gedichte (1936)
- Zweiundzwanzig Gedichte (1943)
- Statische Gedichte (1948)
- Drei alte Männer (1949)
- Der Ptolemäer (1949)
- Ausdruckswelt. Essays und Aphorismen (1949)
- Trunkene Flut. Ausgewählte Gedichte (1949)
- Roman des Phänotyp (seit 1943, veröffentlicht 1949, 1961 als Nr. 734 in der Insel-Bücherei)
- Doppelleben (1950)
- Fragmente. Neue Gedichte (1951)
- Probleme der Lyrik (1951)
- Essays (1951)
- Die Stimme hinter dem Vorhang (1952)
- Destillationen. Neue Gedichte (1953),
- darin: Nur zwei Dinge
- Altern als Problem für Künstler (1954)
- Aprèslude (1955)
- Primäre Tage. Gedichte und Fragmente aus dem Nachlaß (1958)